# Ashmolean Museum

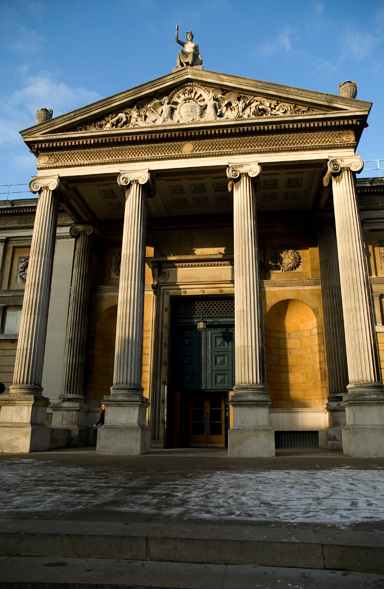
Der klassizistische Haupteingang des Ashmolean Museum

Das Ashmolean Museum of Art and Archaeology (englisch; kurz Ashmolean Museum) ist ein 1845 in Oxford als University Gallery erbautes Museum. Seit 1894 ist darin die Sammlung Elias Ashmoles untergebracht und damit mit der University of Oxford verbunden. 
Nach dem Amerbach-Kabinett, das 1661 der Universität Basel überreicht worden war und den Grundstein für das Kunstmuseum Basel gelegt hatte, war es das weltweit zweite einer Universität angegliederte Museum und das zweite Museum, das in einem eigens für diesen Zweck errichteten Gebäude untergebracht war.

## Geschichte
In seinem früheren Gebäude öffnete die Sammlung am 24. Maijul. / 3. Juni 1683greg. die Türen für das Publikum. Bei dem ersten Sammlungsbestand handelte es sich überwiegend um den Bestand des Musaeum Tradescantianum, einer Sammlung von Raritäten der beiden königlichen Gärtner John Tradescant (Vater und Sohn). Ihre Sammlung ging nach dem Tod des jüngeren Tradescant an Elias Ashmole über, der sie 1678 der Universität Oxford andiente. Das erste Ausstellungsgut umfasste unter anderem alte Münzen, Bücher, Stiche und Präparate wie jenes eines Dodos. Erster Kustos des Museums wurde Robert Plot.
Eine Fülle weiterer Erwerbungen in der ersten Hälfte des 19. Jahrhunderts erzwang den Bau neuer Räumlichkeiten. Im Jahr 1845 wurde ein Gebäude fertiggestellt, das der Architekt Charles Robert Cockerell für die Kunstsammlungen der Universität entworfen hatte. Die Verlagerung der Universitätssammlungen in ein Haus wurde im Jahr 1894 abgeschlossen.
Im Museum findet seit 1963 jährlich die „William Cohn Memorial Lecture“ zum Andenken an William Cohn statt.
2019 wurde das Ashmolean Museum von rund 931.000 Personen besucht. 2024 betrug die Besucherzahl etwa 943.000 Personen.

## Erweiterung und Umbau
In den Jahren 2006 bis 2009 wurde ein vom britischen Architekten Rick Mather geplanter Erweiterungsbau erstellt, der die Ausstellungsfläche erheblich erweiterte. Somit können Objekte, die bisher magaziniert waren, erstmals der Öffentlichkeit gezeigt werden. Bis 2011 konnte dank Spenden, unter anderen von der Linbury-Stiftung des Kaufhausbesitzers David Sainsbury, eine Umgestaltung der Säle für die altägyptischen und nubischen Altertümer durchgeführt werden.

## Sammlungen
Die Sammlungen wuchsen im Zeitablauf an. Außer den von Elias Ashmole überlassenen Stücken werden vom Museum viele archäologische und Kunstgegenstände gezeigt, unter anderem
- die Parische Chronik
- Zeichnungen von Raffael, Michelangelo, Leonardo da Vinci und Caspar David Friedrich
- die Totenmaske Oliver Cromwells
- Aquarelle von William Turner
- Gemälde verschiedener Maler (darunter Porträt der Mademoiselle Claus von Édouard Manet)
- arabische Kleidungsstücke von T. E. Lawrence
- zahlreiche historische Saiteninstrumente, darunter die berühmte Stradivari „Messiah“ von (1716)
- sogenannte Fusṭāṭ-Fragmente
- eine umfangreiche Sammlung von Münzen und Orden
- Uhren[7].

Eine große Sammlung minoischer und mykenischer Keramiken geht auf ein Vermächtnis von Arthur Evans, eines britischen Archäologen und späteren Kustos des Museums, zurück.
Das aus finanzieller Sicht wertvollste Stück des Museums ist der Alfred Jewel aus Gold, Emaille und Bergkristall.

## Ausgestellte Werke (Auswahl)

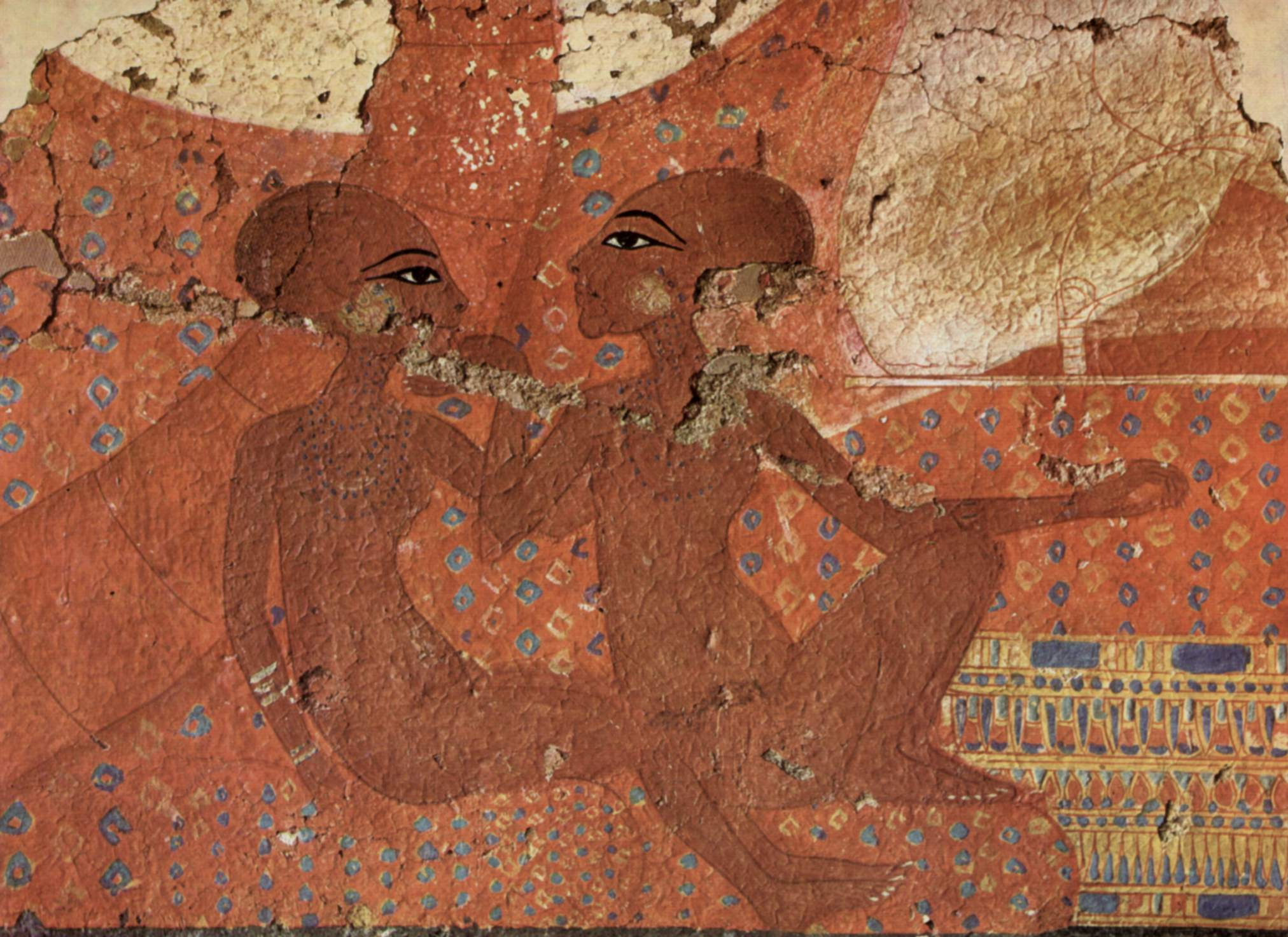
Altägyptischer Maler um 1360 v. Chr.: Zwei Töchter des Amenophis IV.
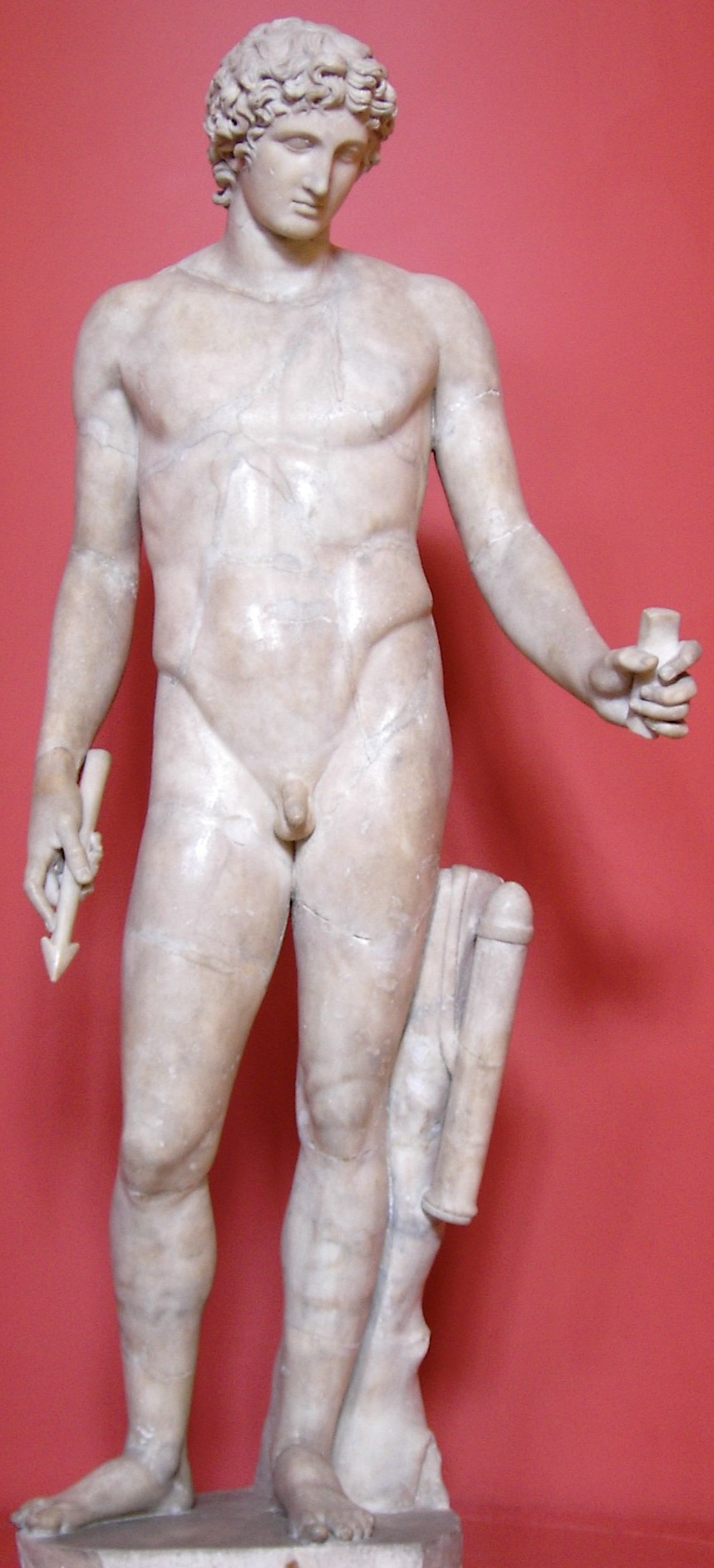
2. Jahrhundert, römisch: Apollo mit Pfeil und Bogen
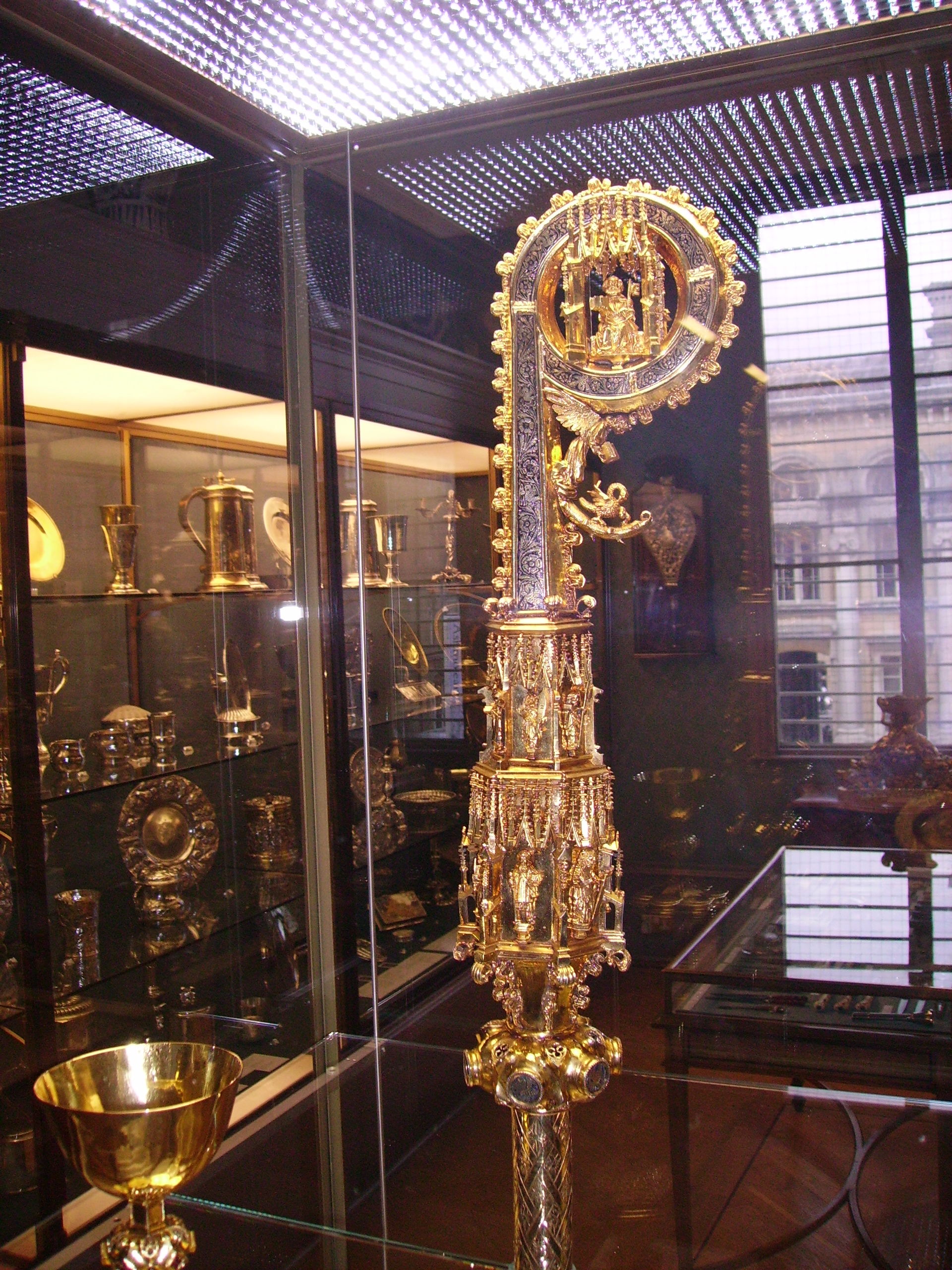
England um 1500: Bischofsstab des Richard Fox
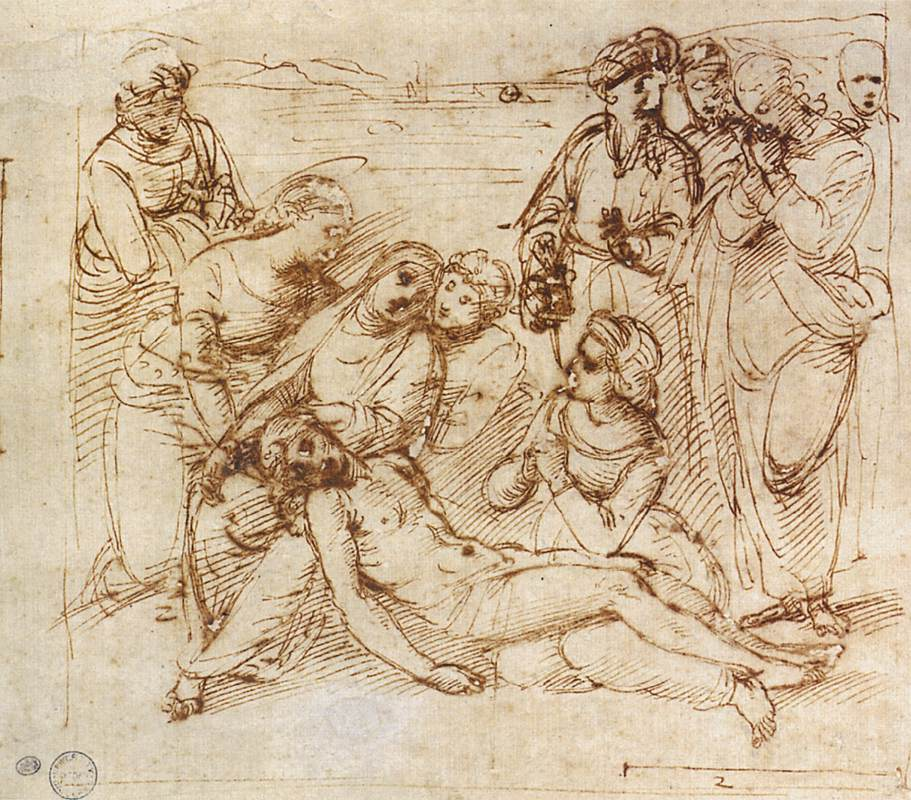
Raffael Santi: Studie zur 'Grablegung'
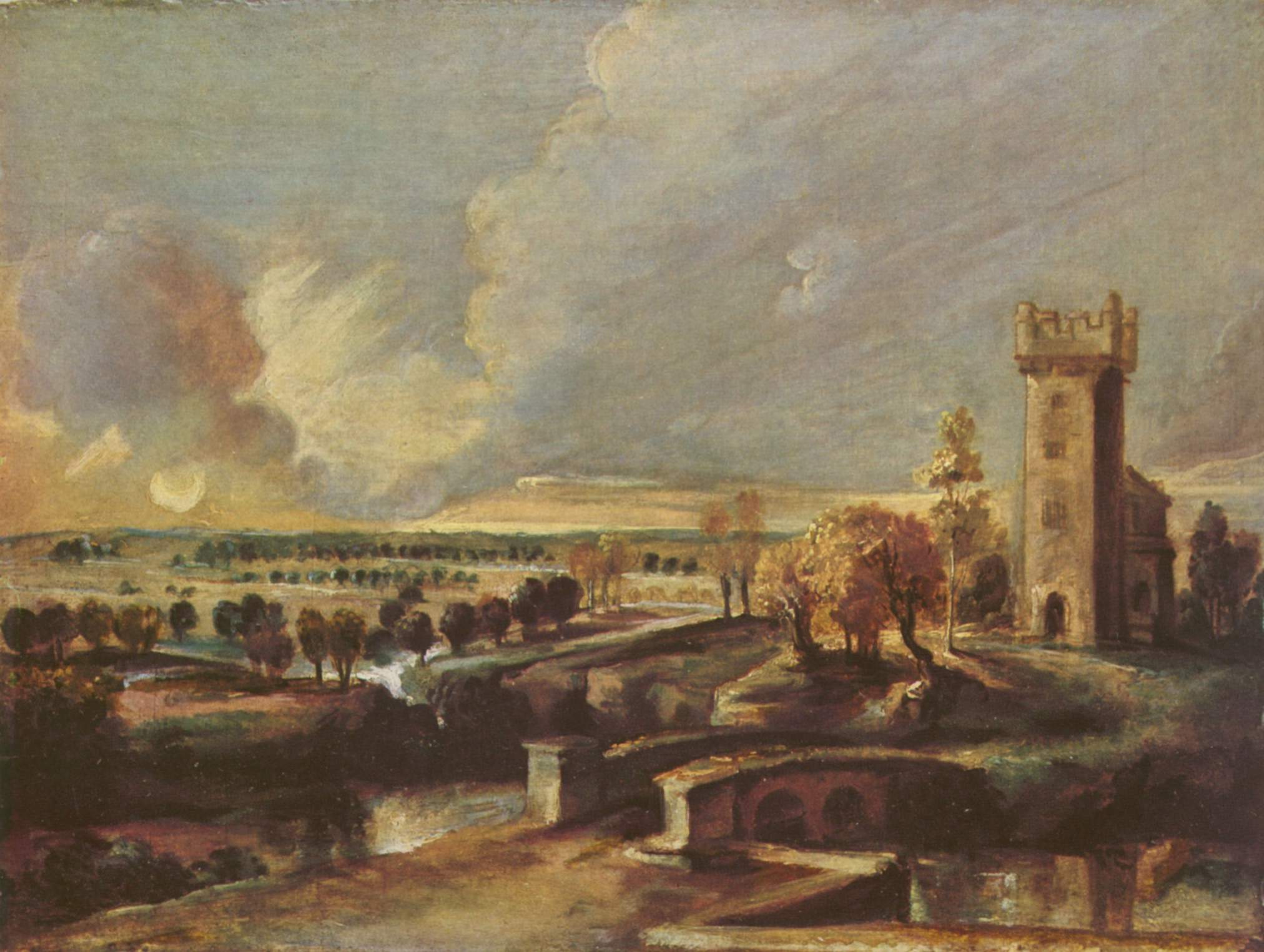
Peter Paul Rubens: Landschaft mit dem Turm des Schlosses Steen
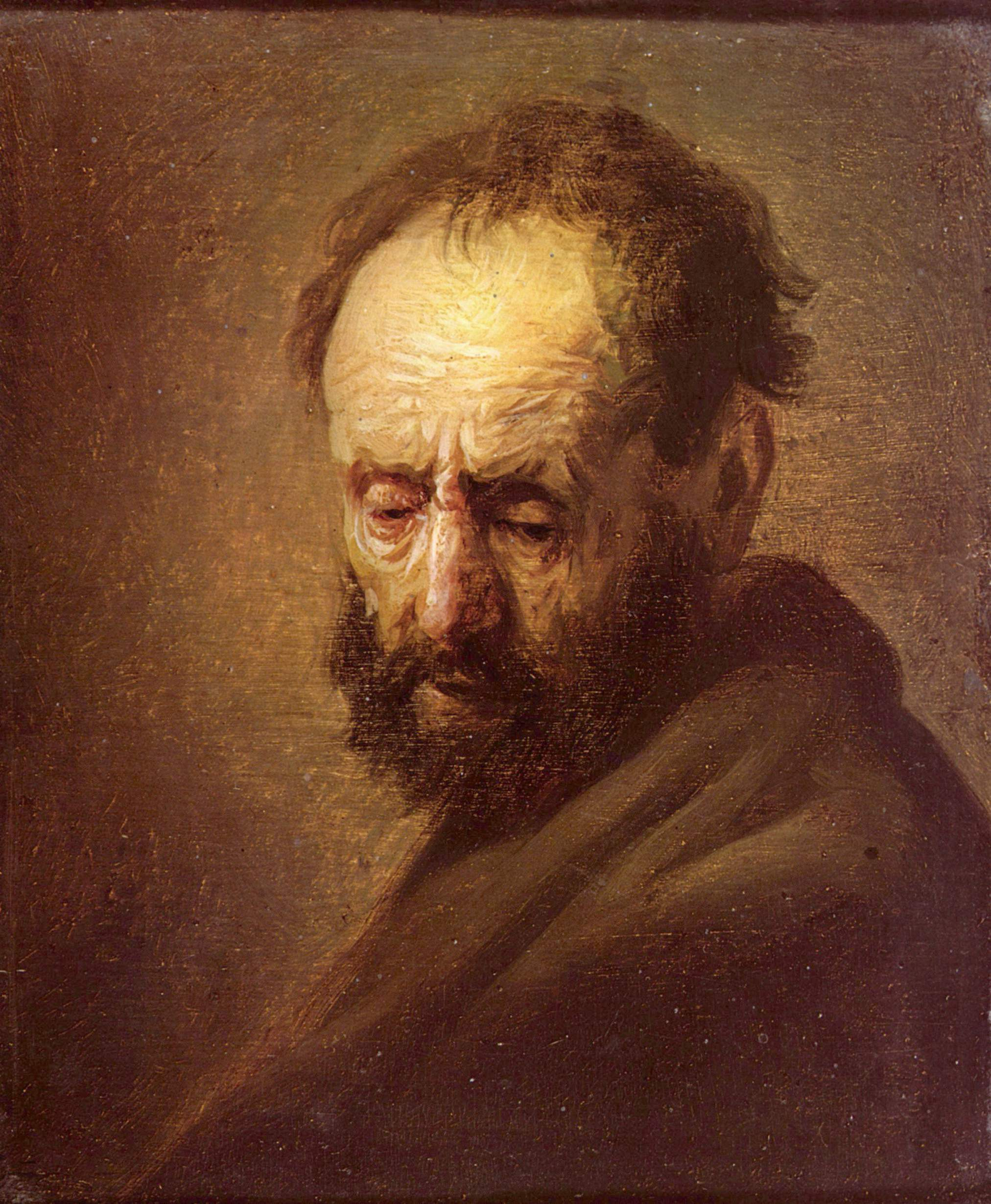
Rembrandt: Kopf eines Mannes
Dante Gabriel Rossetti: Der Tagtraum
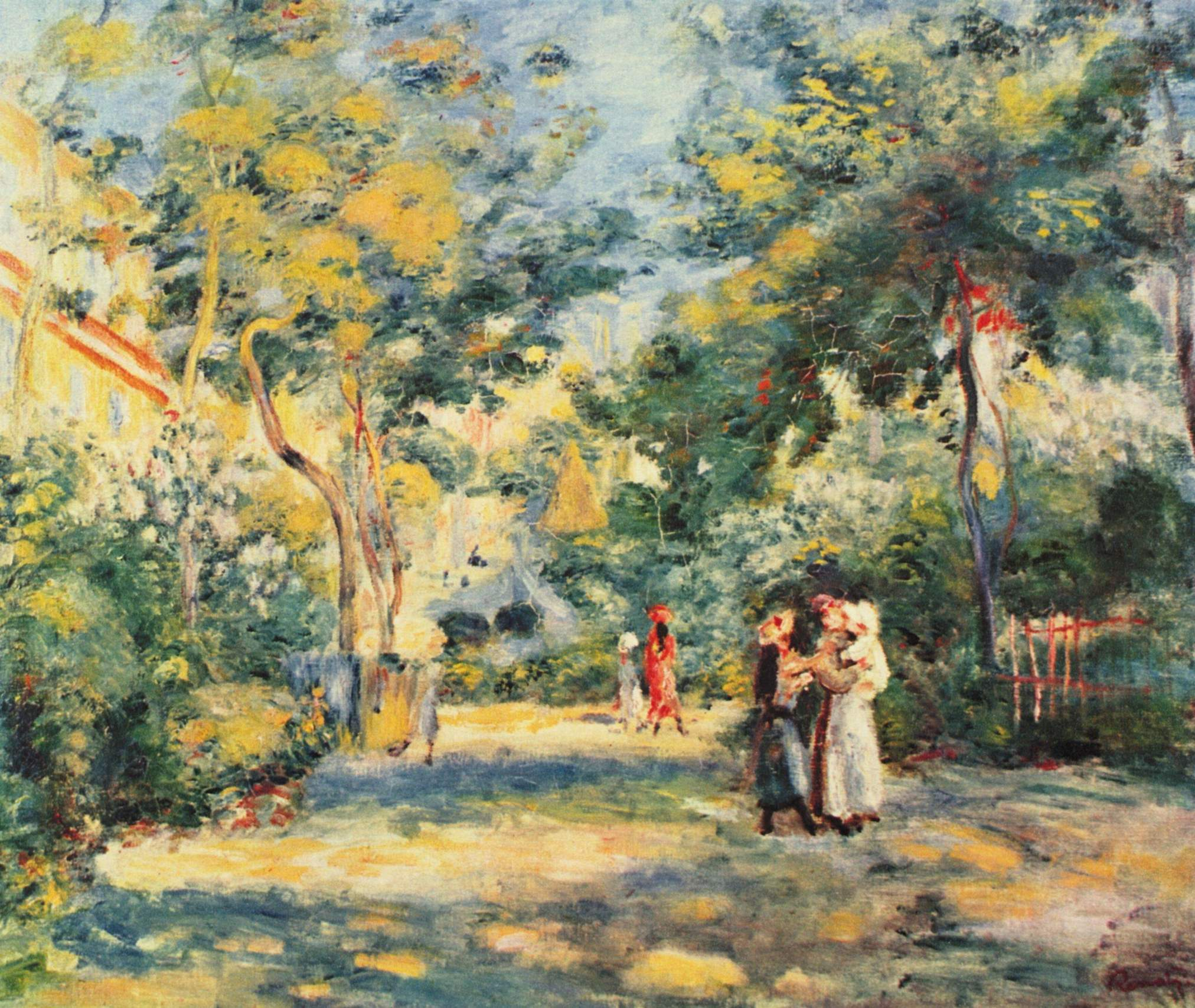
Pierre-Auguste Renoir: Ein Garten in Montmartre

## Ausstellungen
- 2011: Heracles to Alexander: Treasures from the Royal Capital of Macedonia. A Hellenic Kingdom in the Age of Democracy. Katalog.
- 2017: Raphael: The Drawings, danach Albertina, Wien. Katalog.
- 2020: Der junge Rembrandt – Rising Star
- The Violin Project (Die Hill-Sammlung im Ashmolean Museum)[8]

## Kataloge zu Sammlungsbeständen
- Peter Roger Stuart Moorey: Catalogue of the Ancient Persian Bronzes in the Ashmolean Museum. Oxford 1971.
- Christopher de Lisle: Attic Inscriptions in UK Collections: Ashmolean Museum, Oxford (= Attic Inscriptions in UK Collections. Nummer 11). Attic Inscriptions Online, 2020 (PDF).